# Contea di Anhua
La contea di Anhua (安化县S, Ānhuà XiànP) è una contea della Cina, situata nella provincia di Hunan e amministrata dalla prefettura di Yiyang.